# Sainte-Adresse
Sainte-Adresse là một xã trong vùng hành chính Normandie, thuộc tỉnh Seine-Maritime, quận Le Havre, tổng Le Havre-6. Tọa độ địa lý của xã là 49° 30' vĩ độ bắc, 00° 05' kinh độ đông. Sainte-Adresse có điểm thấp nhất là 0 mét và điểm cao nhất là 100 mét. Xã có diện tích 2,26 km², dân số vào thời điểm 1999 là 7883 người; mật độ dân số là 3488 người/km².

## Thông tin nhân khẩu
| 1962  | 1968  | 1975  | 1982  | 1990  | 1999  |
| ----- | ----- | ----- | ----- | ----- | ----- |
| 7 807 | 8 261 | 8 754 | 8 029 | 8 047 | 8 883 |